# 2034 Bernoulli
A 2034 Bernoulli (ideiglenes jelöléssel 1973 EE) a Naprendszer kisbolygóövében található aszteroida. Paul Wild fedezte fel 1973. március 5-én.